# Artsexamen
Artsexamen is in Nederland een staatsexamen ter verkrijging van de titel arts.
Voorafgaand aan de invoering van dit Nederlandse staatsexamen, in het begin van de 19e eeuw, bestond er een historisch gegroeide chaos in de bevoegdheden tot het uitoefenen van de geneeskunde en daaraan gepaard een tekort aan geneeskundige hulp. In 1865 werd door Thorbecke het Artsexamen ingevoerd (de Wet Uitoefening Geneeskunst). 

## Ontstaansgeschiedenis
In de Middeleeuwen verleenden de universiteiten de graden magister, licentiatus en doctor. Ook de faculteit geneeskunde kende het licentiaat naast het doctoraat. Aan het doctoraat was de bevoegdheid tot het geven van onderwijs in alle landen verbonden. Langzaam werden het licentiaat en het doctoraat samengetrokken tot één geheel: een examen en de verdediging van een proefschrift. Daarmee werden de wetenschappelijke graad en de praktijkbevoegdheid verkregen.
In de achttiende eeuw groeide de behoefte aan een academische opleiding in de heel- en verloskunde, waar deze opleiding tot dan toe aan de Gilden was toevertrouwd. Na de opheffing der Gilden (1798) werd de opleiding universitair, maar de examens gebeurden door de provinciale Commissies van Geneeskundig Onderzoek en Toevoorzicht.
Bij het Besluit op de Organisatie van het Hooger Onderwijs in de Noordelijke Provinciën (Koninklijk Besluit 2 augustus 1815) werd besloten dat men in drie vakken afzonderlijk moest promoveren. Eerst kwam de promotie tot doctor medicinae na de verdediging van een proefschrift, daarna de promotie tot chirurgiae doctor en tot artis obstetriciae doctor door examen en bewijzen van praktische vaardigheid.

## Artsexamen
Het was Thorbeckes oorspronkelijk plan om de titel van genees-, heel- en verloskundige aan het in te voeren Artsexamen te verbinden. Maar tijdens zijn behandeling van het wetsontwerp in de Tweede Kamer op 21 maart 1865 ontstond het voorstel om aan de staatsbevoegdheid de titel van arts te verbinden. De Wet op het Artsexamen dateert van 1 juni 1865 en trad in werking op 1 januari 1866. Hiermee werd het doctorsdiploma en het vroegere licentiaatsdiploma losgekoppeld van de hoedanigheid van arts en de dokter daarmee het recht ontnomen dr. voor zijn naam te plaatsen. In andere landen is dat anders gelopen. In Duitsland kan een arts over zijn afstudeeronderzoek een - klein - proefschrift schrijven en ontvangt dan de titel Dr. med.. België en Zwitserland kennen soortgelijke regelingen.
In Nederland kan men dus wel dokter (arts, doctorandus = hij die (nog) doctor worden moet) en tegelijkertijd niet doctor zijn. Een minderheid van de artsen in Nederland is tevens gepromoveerd tot doctor. Verder leidt de term “arts” internationaal soms tot verwarring evenals de onofficiële titel “drs” (doctorandus). 

Iedere universiteit kent zijn eigen presentatievorm van het Artsexamen. De plechtigheid omvat het afleggen van de eed of belofte en het tekenen en uitreiken van de bul. Daarna is de gediplomeerde basisarts.
De Wet op de Beroepen in de Individuele Gezondheidszorg (BIG), regelt de zorgverlening door beroepsbeoefenaren. Degene die het Artsexamen heeft behaald en zich in het register heeft ingeschreven, mag de door de wet beschermde titel voeren, waarmee de deskundigheid van de geregistreerde beroepsbeoefenaren voor iedereen herkenbaar is.